# Vierkantsvergelijking

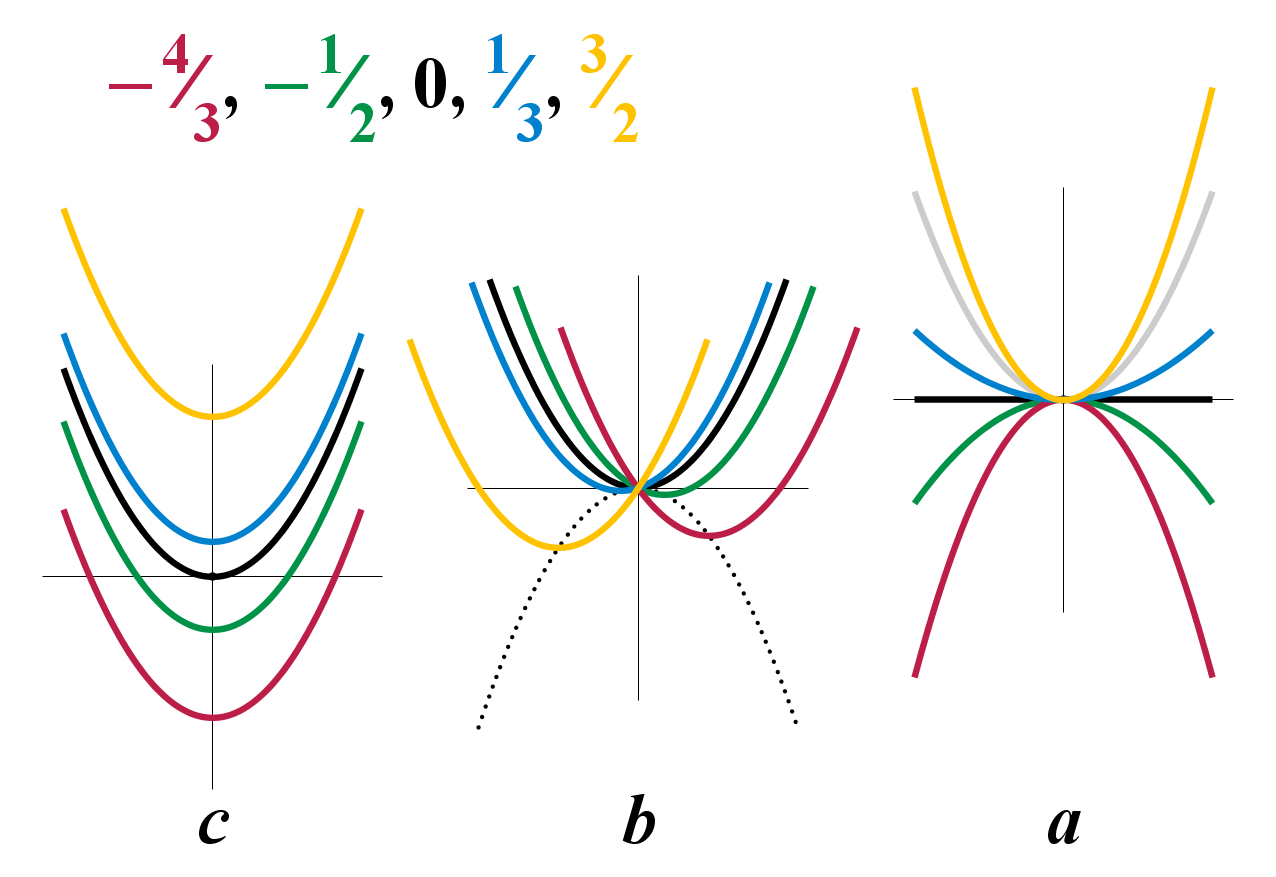
Plots van de reëelwaardige kwadratische functie waarvan elke coëfficiënt afzonderlijk wordt gevarieerd

In de wiskunde is een  vierkantsvergelijking, kwadratische vergelijking of tweedegraadsvergelijking een vergelijking van de vorm:
{\displaystyle ax^{2}+bx+c=0},
waarin {\displaystyle a,b} en {\displaystyle c} (reële of complexe) constanten zijn, met {\displaystyle a\neq 0}. 
Het kan zijn dat de vergelijking niet meteen in deze vorm lijkt voor te komen, maar na het verplaatsen van alle termen naar het linkerlid voldoen alle tweedegraadsvergelijkingen aan bovenstaande algemene vorm. Let wel op, voor een vierkantsvergelijking kan eventueel wel {\displaystyle b=0} en/of {\displaystyle c=0.} Het oplossen van een vierkantsvergelijking is bijvoorbeeld aan de orde bij het bepalen van de nulpunten van een kwadratische functie. 

## Oplossingsmethode
De grootheid 
{\displaystyle D=b^{2}-4ac}
wordt de discriminant van de vergelijking 
{\displaystyle ax^{2}+bx+c=0}
genoemd. Voor vergelijkingen met reële coëfficiënten bepaalt het teken van {\displaystyle D} het aantal reële oplossingen.
- Als {\displaystyle D>0}, zijn er twee verschillende reële oplossingen {\displaystyle x_{1}\neq x_{2}}.
- Als {\displaystyle D=0}, zijn er twee gelijke reële oplossingen {\displaystyle x_{1}=x_{2}}.
- Als {\displaystyle D<0}, zijn er geen reële oplossingen van de vergelijking.

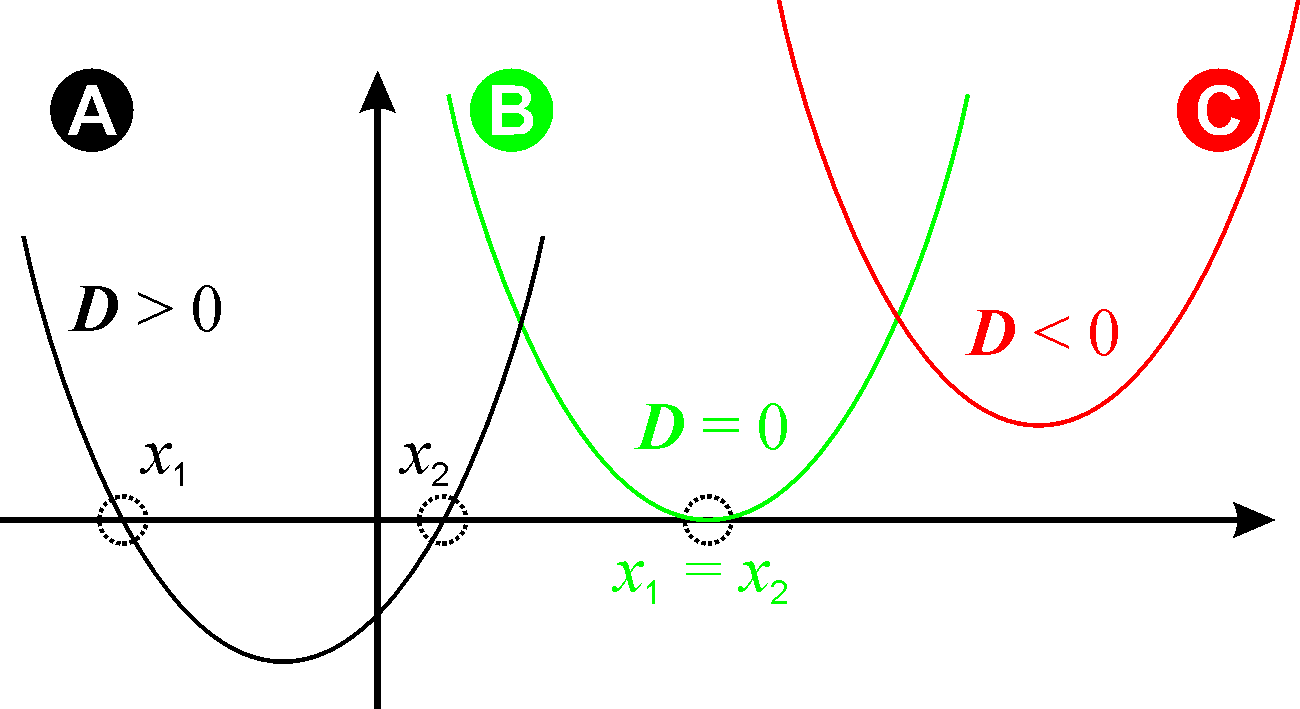
Afhankelijk van de discriminant is er 2, 1, of geen enkele reële oplossing

De wortels of oplossingen kunnen bepaald worden met de zogenaamde wortelformule of abc-formule (zie aldaar voor de afleiding daarvan):
{\displaystyle x_{1,2}={\frac {-b\pm {\sqrt {b^{2}-4ac}}}{2a}}}
ofwel:
{\displaystyle x_{1,2}={\frac {-b\pm {\sqrt {D}}}{2a}}}
Bij een negatieve discriminant zijn de oplossingen complexe getallen:
{\displaystyle x_{1,2}={\frac {-b\pm i{\sqrt {4ac-b^{2}}}}{2a}}}
Minder bekend is de formule:
{\displaystyle x_{1,2}={\frac {2c}{-b\pm {\sqrt {b^{2}-4ac}}}}}
die uit de hieronder genoemde  formules van Viète afgeleid kan worden en die ook een oplossing geeft als {\displaystyle a=0}. In het geval {\displaystyle c=0}, dus met een wortel gelijk aan 0, is deze formule niet bruikbaar.

## Formules van Viète
De twee oplossingen (al dan niet verschillend of complex) voldoen aan de zogenaamde formules van Viète, ook wel de som- en productformules genoemd:
{\displaystyle x_{1}+x_{2}={\frac {-b}{a}}}
{\displaystyle x_{1}x_{2}={\frac {c}{a}}}
Dit volgt direct uit de bovengenoemde formule voor de oplossingen, maar is ook eenvoudig in te zien door te schrijven:
{\displaystyle ax^{2}+bx+c=a(x-x_{1})(x-x_{2})},
waarna uitwerking van het rechterlid leidt tot:
{\displaystyle ax_{1}x_{2}=c}
en 
{\displaystyle -a(x_{1}+x_{2})=b}.
Hierdoor kan het linkerlid van de standaardvergelijking worden herschreven als
{\displaystyle ax^{2}+bx+c=a\left(x^{2}+{\frac {b}{a}}x+{\frac {c}{a}}\right)=a(x^{2}-Sx+P)}
met {\displaystyle S} de som van de oplossingen en {\displaystyle P} het product van de oplossingen.

## Kwadraatafsplitsen
Een oplossingsmethode die uitermate geschikt is voor vierkantsvergelijkingen met hoogste coëfficiënt 1, is het afsplitsen van een kwadraat. (Een niet-ontaarde vierkantsvergelijking kan altijd zo geschreven worden.) Deze methode is ook zeer geschikt voor vergelijkingen die geen reële oplossingen hebben, omdat na het afsplitsen van een kwadraat een vergelijking overblijft van de vorm:
{\displaystyle (x+u)^{2}=w.}

## Voorbeeld

##### Oplossen volgens de abc-formule
Beschouw de volgende vergelijking:
{\displaystyle x^{2}-1=0}
Dan zijn dus  {\displaystyle a=1,b=0} en {\displaystyle c=-1,} en is {\displaystyle D=4,} dus groter dan 0. Er zijn twee oplossingen, die gegeven worden door:
{\displaystyle x_{1,2}={\frac {\pm {\sqrt {4}}}{2}}=\pm 1.}
Bovenstaande vergelijking kan ook worden geschreven als:
{\displaystyle (x+1)(x-1)=0}
Hieruit volgt direct dat:
{\displaystyle x=-1} of {\displaystyle x=1}

##### Met kwadraatafsplitsen
Beschouw de volgende vergelijking
{\displaystyle x^{2}+4x-5=0}
Vervolgens splitsen we een kwadraat af volgens {\displaystyle x^{2}+bx+c=\left(x+{\frac {b}{2}}\right)^{2}-{\frac {b^{2}}{4}}+c=0}:
{\displaystyle x^{2}+4x-5=(x+2)^{2}-{\frac {16}{4}}-5=(x+2)^{2}-9=0}
Er geldt dus dat: 
{\displaystyle (x+2)^{2}=9}
Hieruit volgt dat:
{\displaystyle x_{1,2}=\pm {\sqrt {9}}-2}
De wortels zijn dus: 
{\displaystyle x_{1}=1} en  {\displaystyle \,x_{2}=-5}